# ABC Africa
ABC Africa ist ein Dokumentarfilm des iranischen Regisseurs Abbas Kiarostami aus dem Jahr 2001.

## Handlung
Auf Einladung des Internationalen Fonds für landwirtschaftliche Entwicklung der Vereinten Nationen kommen Kiarostami und sein Assistent Seifollah Samadian im März 2000 nach Uganda, um die Arbeit der Nichtregierungsorganisation Uganda Women’s Effort to Save Orphans kennenzulernen. Während ihres zehntägigen Besuchs halten sie auf Digital Video die Gesichter Tausender Kinder fest, deren Eltern an den Folgen von AIDS gestorben sind.   
2001 wurde der Film bei den Internationalen Filmfestspielen von Cannes außerhalb des Wettbewerbs gezeigt. 